# Chrebet Dzjetim-Bel
Chrebet Dzjetim-Bel (ryska: Khrebet Dzhetim-Bel’, Хребет Джетим-Бель) är en bergskedja i Kirgizistan.   Den ligger i oblastet Ysyk-Köl Oblusu, i den östra delen av landet, 280 km sydost om huvudstaden Bisjkek.